# Decaisnina petiolata
Decaisnina petiolata är en tvåhjärtbladig växtart som först beskrevs av Bryan Alwyn Barlow, och fick sitt nu gällande namn av Bryan Alwyn Barlow. Decaisnina petiolata ingår i släktet Decaisnina och familjen Loranthaceae. Inga underarter finns listade i Catalogue of Life.